# Reforma monetaria de Augusto

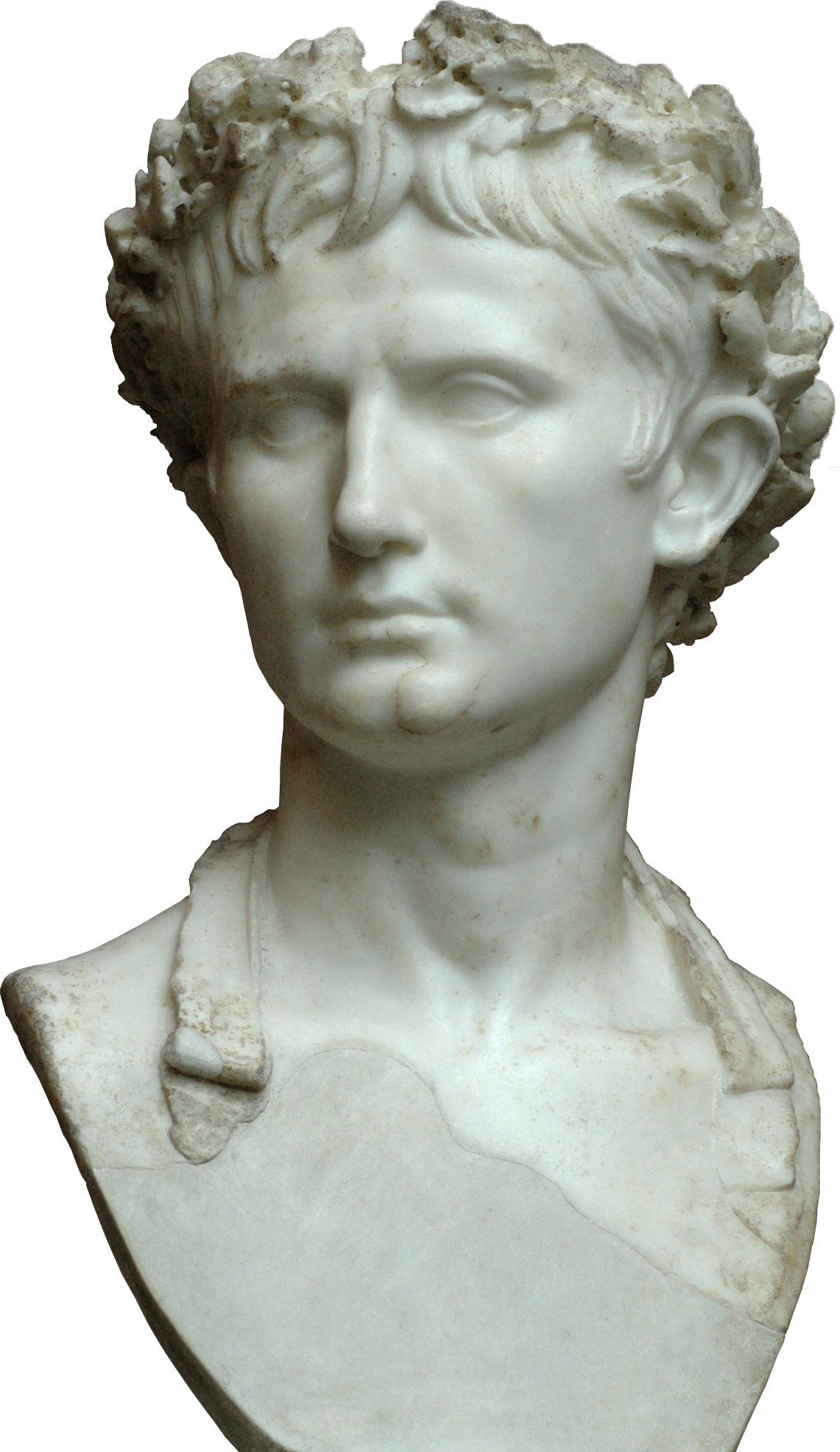
Busto de Augusto que reformó el sistema económico-fiscal y monetario del Imperio romano.

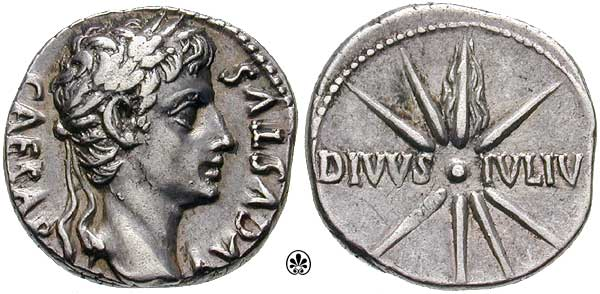
Denario de plata acuñado en la ceca de Caesaraugusta durante el reinado de Augusto c. 18 a. C. Anv: CAESAR AVGVSTVS. Rev: Cometa de César de ocho rayos con cola hacia arriba; DIVVS IVLIV[S] (DIVO JULIO).

La reforma monetaria de Augusto hace referencia a la reforma de la moneda romana emprendida por Augusto entre el 23 y el el 20 a. C. (posiblemente, según estudios recientes en el 18 a. C.) con el objetivo de solucionar el desorden que se había creado en la producción monetaria de Roma.
Las emisiones monetarias fueron muy numerosas, gracias al botín que el Princeps había conseguido de la nueva provincia de Egipto y de las minas de Hispania, hasta el punto de que se produjo un exceso de dinero, la consiguiente bajada de los tipos de interés y un aumento del valor de la propiedad de la tierra.

## Contexto histórico
Después de la batalla de Accio, Octaviano decidió anexionarse Egipto (30 a. C.), completando así la unificación de toda la cuenca mediterránea bajo el dominio de Roma. Había conseguido, de hecho, el poder absoluto del Estado romano, aunque formalmente Roma seguía siendo una república y el propio Octaviano aún no había sido investido de ningún poder oficial, puesto que su potestas como triunviro ya no se renovaba: en la Res Gestae reconoce que había gobernado durante estos años en virtud del "potitus rerum omnium per consensum universorum" ("consenso general"), habiendo recibido por ello una especie de tribunicia potestas perpetua (ciertamente un hecho extraconstitucional). Mientras este consenso siguiera incluyendo el apoyo leal de los ejércitos, Octaviano podía gobernar con seguridad, y su victoria constituyó la garantía de que el Imperio romano habría podido encontrar su equilibrio y su centro en Roma.
Augusto comenzó a reorganizar todos los sectores de la res publica romana, empezando por la administración financiera. Asignó un stipendium y una gratificación de licencia a todos los soldados del ejército (tanto legionarios como auxiliares); asignó un salario (salaria) por servicio público a todos los representantes del Senado, y luego lo extendió gradualmente también a las magistraturas ordinarias. La magistratura de tipo republicano era retribuida con compensaciones y cibaria (raciones de alimentos básicos), en lugar de salaria. También constituyó el Fiscus Caesaris (la tesorería personal del emperador), junto al antiguo aerarium (la hacienda pública), que siguió siendo la tesorería principal (confiada a partir del 23 a. C. a dos pretores, y ya no a dos cuestores), aunque Augusto estaba autorizado a extraer de ella las sumas necesarias para todas las funciones administrativas y militares. De hecho, el emperador podía dirigir la política económica de todo el Imperio y asegurarse de que los recursos se distribuyeran equitativamente para que las poblaciones sometidas pudieran considerar el dominio de Roma como una bendición y no como una condena. Creó, en el año 6, un aerarium militare, financiado con el producto de un impuesto especial sobre las herencias (la vicesima hereditatium), que garantizaba al soldado que cumplía la honesta missio un premio de licenciatura.
Promovió la reactivación económica, el comercio y la industria mediante la unificación del área mediterránea, erradicando la piratería y mejorando la seguridad a lo largo de las fronteras y dentro de las provincias. Creó una densa red de carreteras con un excelente nivel de mantenimiento, estableciendo numerosos curatores viarum para el mantenimiento de las mismas en Italia y las provincias; nuevos puertos comerciales y nuevas instalaciones portuarias como muelles, dársenas y faros. Financió la excavación de canales y nuevas exploraciones (a veces, tanto militares como comerciales) en tierras lejanas como Etiopía, la Península Arábiga (hasta el actual Yemen), las tierras de los garamantes, los germanos del río Elba o la India. De este modo, restableció la pax romana en todo el Imperio.
Sin embargo, para hacer todo esto se necesitaban instrumentos financiero-monetarios adecuados, que él mismo decidió reformar entre el 23 y el 15 a. C., estableciendo unos tipos de cambio entre el áureo de oro con un peso de 1/42 de libra (aproximadamente 7,79 gramos), equivalente a 25 denarios de plata y 100 sestercios de oricalco, que se mantuvieron prácticamente invariables durante los dos siglos siguientes.

## Principales novedades de la reforma

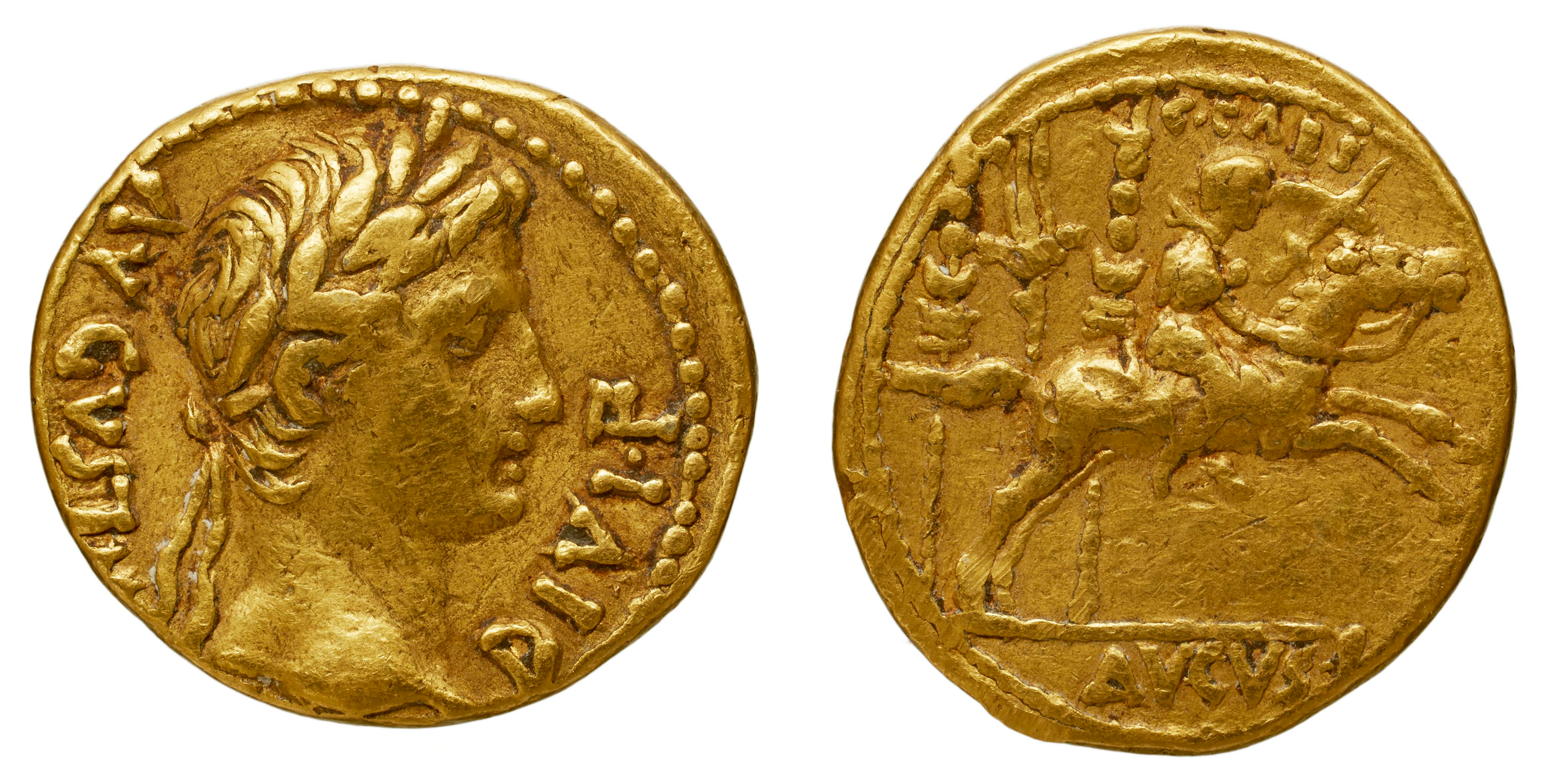
Áureo de Augusto acuñado en la ceca de Lugdunum.

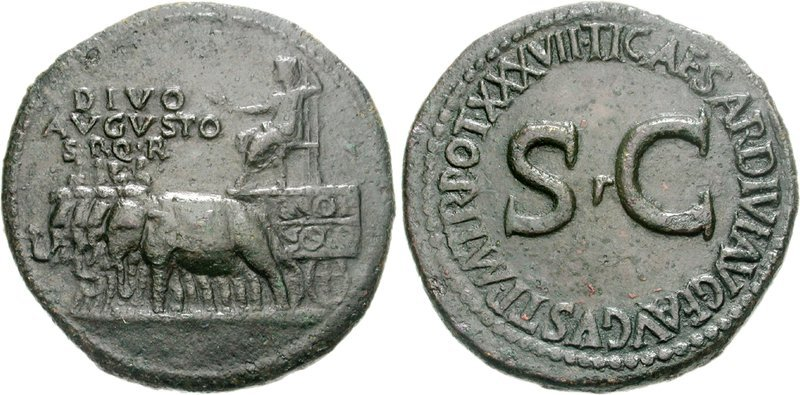
Sestercio de Augusto acuñado en la ceca de Roma.

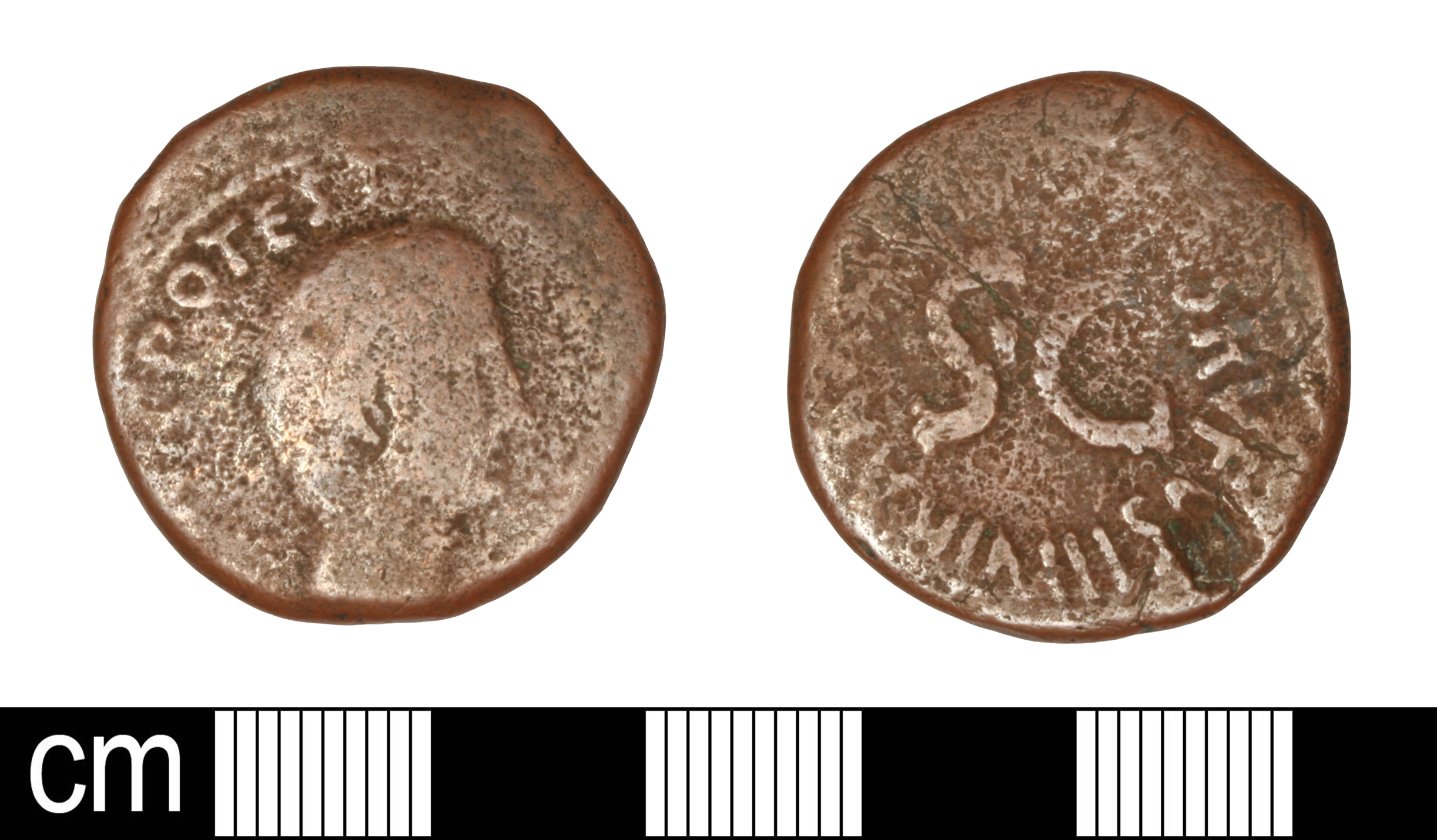
As de Augusto acuñado en la ceca de Roma.

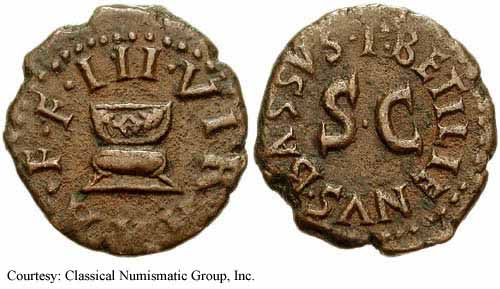
Cuadrante de Augusto acuñado en la ceca de Roma.

Augusto puso la acuñación de las monedas de oro y plata, el áureo y el denario, bajo su control personal, en la nueva ceca de Lugdunum. Dejó la acuñación de las monedas de bronce y de otras aleaciones, bajo control senatorial, a través del Senatus Consultum como se evidencia en el reverso de las monedas con la inscripción S C, a través de la ceca de Roma antigua.
Con su reforma "cuatrimetálica", oro, plata, oricalco y bronce, aseguró una producción mejor y más estable de monedas, y también abrió nuevos intercambios comerciales mediante el uso creciente y continuo de monedas de bronce.
A lo largo de estas reformas, Augusto no alteró el peso ni la ley de las monedas. El áureo de oro, con un peso aproximado de 1/4 de onza, valía 25 denarios de plata, con un peso aproximado de 1/8 de onza troy.
Restableció el peso del denario, que seguía siendo la moneda de referencia, que había ido disminuyendo considerablemente durante las guerras civiles y reformó ampliamente las denominaciones por debajo del mismo, relanzando las emisiones subsidiarias de quadrans, ases y dupondios, que prácticamente habían desaparecido de la circulación monetaria durante años. 
Se fijaron nuevas proporciones entre las monedas. Se sustituyó el sestercio una moneda de plata de poco peso, y por tanto de escasa utilidad, ya que se perdía con facilidad, por un sestercio de oricalco (aleación de cobre y zinc) de gran módulo de una onza, aproximadamente 27,4 gramos, fijándolo en 1/4 de denario. Esto constituyó un excelente vehículo publicitario para la propaganda augustea, siendo la moneda más habitual en los registros según la Res gestae Divi Augusti.
El dupondio, antes una moneda de bronce de 2 libras, era ahora de oricalco, valía 1/2 sestercio y pesaba la mitad. El as de media onza, por valor de 1/2 dupondio, el semis, por valor de medio as, y el quadrans, por valor de 1/2 semis, fueron las primeras monedas de cobre puro acuñadas en Roma desde el año 84 a. C.
Se puso fin a las emisiones de emergencia, acuñadas por cecas móviles que seguían a los distintos generales, como había ocurrido durante las guerras civiles romanas. Se restauró el cargo de los triunviros monetarios y se instauró la presencia definitiva del retrato de una persona viva en las monedas.

## Tipos de monedas y pesos
Augusto aseguró, con su reforma "cuatrimetálica", una mejor y estable producción de monedas, abriéndose también a nuevos intercambios comerciales gracias a un mayor y continuo uso de monedas en  bronce u otras aleaciones a base de cobre (Æ):
1. En oro, llamadas aurei (singular: aureus) y quinarii aurei (singular: quinarius aureus), hasta entonces acuñadas solo esporádicamente.
2. Una moneda de plata que sería la base ponderal de toda la acuñación del Imperio romano, llamada denarius (plural: denarii). También se acuñó un submúltiplo, de medio denario, llamado quinarius, equivalente a 5 ases.
3. Una serie de monedas en oricalco (sestercio y dupondio).[15]
4. En cobre[12] (ases, semises y cuadrantes[15]) que ocuparon el lugar de las antiguas monedas de bronce.

El metal contenido en los aurei y los denarii era casi puro, como demuestran los análisis modernos y lo que nos han transmitido los autores antiguos. El áureo en la era de Augusto pesaba 1/42 de libra, igual a 7,79 g. En realidad, pesaba algo más, en torno a 7,86-7,98 g. El denario, en cambio, debía pesar 1/84 de libra, es decir, 3,892 g. 
La reforma de Augusto supuso también la adopción de una nueva aleación compuesta de cobre y cinc, denominada oricalco. Esta última se utilizó para los sestercios, que se convirtieron así en la moneda más importante de bronce u otras aleaciones a base de cobre (Æ), con un peso aproximado de 27 g (= 1 onza). Con esta aleación se acuñaron también los dupondios (dupondii) (peso: 13,65 g = 1/2 onza). En cobre, en cambio, se acuñaron ases (peso: 10,90 g) y cuadrantes (peso: unos 3,24 g).

## Intercambios entre monedas
El nuevo sistema de pesos preveía un sistema preciso y estricto de intercambios entre las diferentes monedas nominales. La reordenación no modificó las proporciones entre las distintas monedas, que siguieron siendo las mismas que antes: un denario siguió valiendo 16 ases o 4 sestercios.
| Valores de la época de Augusto (27 a. C. – 14) | Valores de la época de Augusto (27 a. C. – 14) | Valores de la época de Augusto (27 a. C. – 14) | Valores de la época de Augusto (27 a. C. – 14) | Valores de la época de Augusto (27 a. C. – 14) | Valores de la época de Augusto (27 a. C. – 14) | Valores de la época de Augusto (27 a. C. – 14) | Valores de la época de Augusto (27 a. C. – 14) | Valores de la época de Augusto (27 a. C. – 14) | Valores de la época de Augusto (27 a. C. – 14) |
|                                                | Áureo                                          | Quinario de oro                                | Denario                                        | Quinario de plata                              | Sestercio                                      | Dupondio                                       | As                                             | Semis                                          | Cuadrante                                      |
| ---------------------------------------------- | ---------------------------------------------- | ---------------------------------------------- | ---------------------------------------------- | ---------------------------------------------- | ---------------------------------------------- | ---------------------------------------------- | ---------------------------------------------- | ---------------------------------------------- | ---------------------------------------------- |
| Áureo                                          | 1                                              | 2                                              | 25                                             | 50                                             | 100                                            | 200                                            | 400                                            | 800                                            | 1600                                           |
| Quinario de oro                                | 1/2                                            | 1                                              | 12 1/2                                         | 25                                             | 50                                             | 100                                            | 200                                            | 400                                            | 800                                            |
| Denario                                        | 1/25                                           | 2/25                                           | 1                                              | 2                                              | 4                                              | 8                                              | 16                                             | 32                                             | 64                                             |
| Quinario de plata                              | 1/50                                           | 1/25                                           | 1/2                                            | 1                                              | 2                                              | 4                                              | 8                                              | 16                                             | 32                                             |
| Sestercio                                      | 1/100                                          | 1/50                                           | 1/4                                            | 1/2                                            | 1                                              | 2                                              | 4                                              | 8                                              | 16                                             |
| Dupondio                                       | 1/200                                          | 1/100                                          | 1/8                                            | 1/4                                            | 1/2                                            | 1                                              | 2                                              | 4                                              | 8                                              |
| As                                             | 1/400                                          | 1/200                                          | 1/16                                           | 1/8                                            | 1/4                                            | 1/2                                            | 1                                              | 2                                              | 4                                              |
| Semis                                          | 1/800                                          | 1/400                                          | 1/32                                           | 1/16                                           | 1/8                                            | 1/4                                            | 1/2                                            | 1                                              | 2                                              |
| Cuadrante                                      | 1/1600                                         | 1/800                                          | 1/64                                           | 1/32                                           | 1/16                                           | 1/8                                            | 1/4                                            | 1/2                                            | 1                                              |